# Sinagoga Asquenazí de Estambul
La Sinagoga Asquenazí de Estambul (en turco: İstanbul Aşkenaz Sinagogu) es una sinagoga ortodoxa situada cerca de la Torre de Gálata en el barrio Karaköy en el distrito de Beyoğlu, en Estambul, Turquía. Es la única sinagoga activa asquenazí de la ciudad abierta a visitas y oraciones. La sinagoga, fundada por judíos de origen austrohúngaro en 1900, es la última sinagoga, de un total de tres, construida por los asquenazíes, ya que la población de judíos asquenazíes representa el 4 por ciento del total de la población judía de Turquía. El Arón Ha-Kodesh junto con el Bimah y el Ner Tamid originales se conservan hasta el presente.
La estructura tiene un esquema de planta basilical y está cubierta por una cúpula en gran altura. En este sentido, es un exitoso ejemplo del reflejo del movimiento de las "Sinagogas Catedralicias" europeas en Turquía. El concepto de fachada de la sinagoga con diseño de varios pisos es orientalista.
La sinagoga sostiene bodas, Benei Mitzvá y otras ceremonias religiosas en la tradición asquenazí. Las visitas a la sinagoga se pueden realizar durante las mañanas de lunes a viernes y los servicios de Shabat son los sábados por la mañana.
El rabino Dr. David Marcus, también fundador de la organización escuela judía B'nai B'rith, sirvió como rabino y líder espiritual hasta su muerte en 1938. El rabino Mendy Chitrik, presidente de la Alianza de Rabinos en los Estados Islámicos, ha servido como rabino de la sinagoga desde 2003.

## Galería
|                              |
| La cúpula desde el interior. |

|                 |
| Vista Interior. |

|                 |
| Arón Ha-Kodesh. |